# Championnat du Pérou de football 1968
Navigation
Saison précédente Saison suivante
La saison 1968 du Championnat du Pérou de football est la quarantième édition du championnat de première division au Pérou. Les quatorze clubs participants sont regroupés au sein d'une poule unique où ils s'affrontent deux fois au cours de la saison, à domicile et à l'extérieur. À la fin de la saison, le dernier du classement ainsi que le moins bon club de province sont relégués et remplacés par le champion de Segunda División et le vainqueur de la Copa Perú.
C'est le club du Sporting Cristal qui remporte la compétition après avoir battu lors du match pour le titre le club de Juan Aurich, les deux équipes ayant terminé à égalité en tête du classement final. C'est le 3e titre de champion du Pérou de l'histoire du club.

## Les clubs participants
| - Alianza Lima - Sport Boys - Defensor Arica - Universitario de Deportes - Mariscal Sucre - KDT Nacional - Promu de Segunda División - Juan Aurich | - Porvenir Miraflores - Carlos A. Mannucci - Qualifié via la Copa Perú - Sporting Cristal - Centro Iqueño - Defensor Lima - Atlético Grau - Octavio Espinosa |

## Compétition
Le barème utilisé pour établir le classement est le suivant :
- Victoire : 2 points
- Match nul : 1 point
- Défaite, forfait ou abandon : 0 point

### Classement
| Rang | Équipe                    | Pts | J  | G  | N  | P  | Bp | Bc | Diff |
| ---- | ------------------------- | --- | -- | -- | -- | -- | -- | -- | ---- |
| 1    | Sporting Cristal          | 37  | 26 | 15 | 7  | 4  | 35 | 15 | +20  |
| 2    | Juan Aurich               | 37  | 26 | 16 | 5  | 5  | 49 | 29 | +20  |
| 3    | Alianza Lima              | 36  | 26 | 15 | 6  | 5  | 54 | 29 | +25  |
| 4    | Universitario de Deportes | 34  | 26 | 14 | 6  | 6  | 59 | 26 | +33  |
| 5    | Octavio Espinosa          | 30  | 26 | 12 | 6  | 8  | 36 | 38 | -2   |
| 6    | Defensor Lima             | 28  | 26 | 9  | 10 | 7  | 35 | 32 | +3   |
| 7    | Atlético Grau             | 26  | 26 | 9  | 8  | 9  | 35 | 31 | +4   |
| 8    | Sport Boys                | 25  | 26 | 9  | 7  | 10 | 44 | 36 | +8   |
| 9    | Carlos A. Mannucci        | 25  | 26 | 8  | 9  | 9  | 30 | 36 | -6   |
| 10   | Defensor Arica            | 21  | 26 | 5  | 11 | 10 | 31 | 44 | -13  |
| 11   | KDT Nacional (P)          | 19  | 26 | 6  | 7  | 13 | 28 | 42 | -14  |
| 12   | Porvenir Miraflores       | 18  | 26 | 6  | 6  | 14 | 27 | 43 | -16  |
| 13   | Club Centro Iqueño        | 14  | 26 | 5  | 4  | 17 | 24 | 56 | -32  |
| 14   | Mariscal Sucre            | 14  | 26 | 4  | 6  | 16 | 24 | 54 | -30  |

|  | Participation au match pour le titre et qualification pour la Copa Libertadores 1969       |
|  | Participation au tournoi de promotion-relégation Copa Perú                                 |
|  | Participation au barrage de relégation                                                     |
|  | (T) : Tenant du titre (P) : Promu de Segunda División En italique : Formations de province |

### Match pour le titre
| Équipe 1         | Résultat | Équipe 2    |
| ---------------- | -------- | ----------- |
| Sporting Cristal | 2 - 1    | Juan Aurich |

### Barrage de relégation
Centro Iqueño et Mariscal Sucre ont terminé à égalité de points à la dernière place, un match de barrage est donc nécessaire pour désigner le club relégué en Segunda División.
| Équipe 1           | Résultat | Équipe 2       |
| ------------------ | -------- | -------------- |
| Club Centro Iqueño | 1 - 0    | Mariscal Sucre |

### Copa Perú
Les six meilleures équipes régionales se retrouvent pour le tournoi final, disputé à Lima, du 27 avril au 11 mai 1969, avant le démarrage de la saison 1969 de Primera División. Seul le premier du classement est promu.
| Rang | Équipe                   | Pts | J | G | N | P | Bp | Bc | Diff |
| ---- | ------------------------ | --- | - | - | - | - | -- | -- | ---- |
| 1    | Carlos A. Mannucci       | 10  | 5 | 5 | 0 | 0 | 18 | 2  | +16  |
| 2    | FBC Melgar               | 8   | 5 | 4 | 0 | 1 | 7  | 2  | +5   |
| 3    | San Lorenzo de Almagro   | 4   | 5 | 2 | 0 | 3 | 6  | 6  | 0    |
| 4    | Colegio Nacional Iquitos | 3   | 5 | 1 | 1 | 3 | 7  | 9  | -2   |
| 5    | Unión Ocopilla           | 3   | 5 | 1 | 1 | 3 | 5  | 11 | -6   |
| 6    | Salesianos               | 2   | 5 | 1 | 0 | 4 | 4  | 17 | -13  |

|  | Promotion en Primera División 1969 |

- Carlos A. Mannucci retourne en Primera División quelques semaines après avoir été relégué.

## Bilan de la saison
| Championnat du Pérou de football 1968 |                                 |
| Champion                              | Sporting Cristal (3e titre)     |
| Qualifications continentales          |                                 |
| Copa Libertadores 1969                | Sporting Cristal                |
| Copa Libertadores 1969                | Juan Aurich                     |
| Promotions et relégations             |                                 |
| Promus en Primera División            | Club Centro Deportivo Municipal |
| Relégués en Segunda División          | Mariscal Sucre                  |